# Teucrium rhodocalyx
Teucrium rhodocalyx là một loài thực vật có hoa trong họ Hoa môi. Loài này được O.Schwartz miêu tả khoa học đầu tiên năm 1939.